# مادیپولا
مادیپولا (به لاتین: Madipola) یک منطقهٔ مسکونی در سری‌لانکا است که در استان مرکزی (سری‌لانکا) واقع شده‌است.